# Agathe de la Boulaye

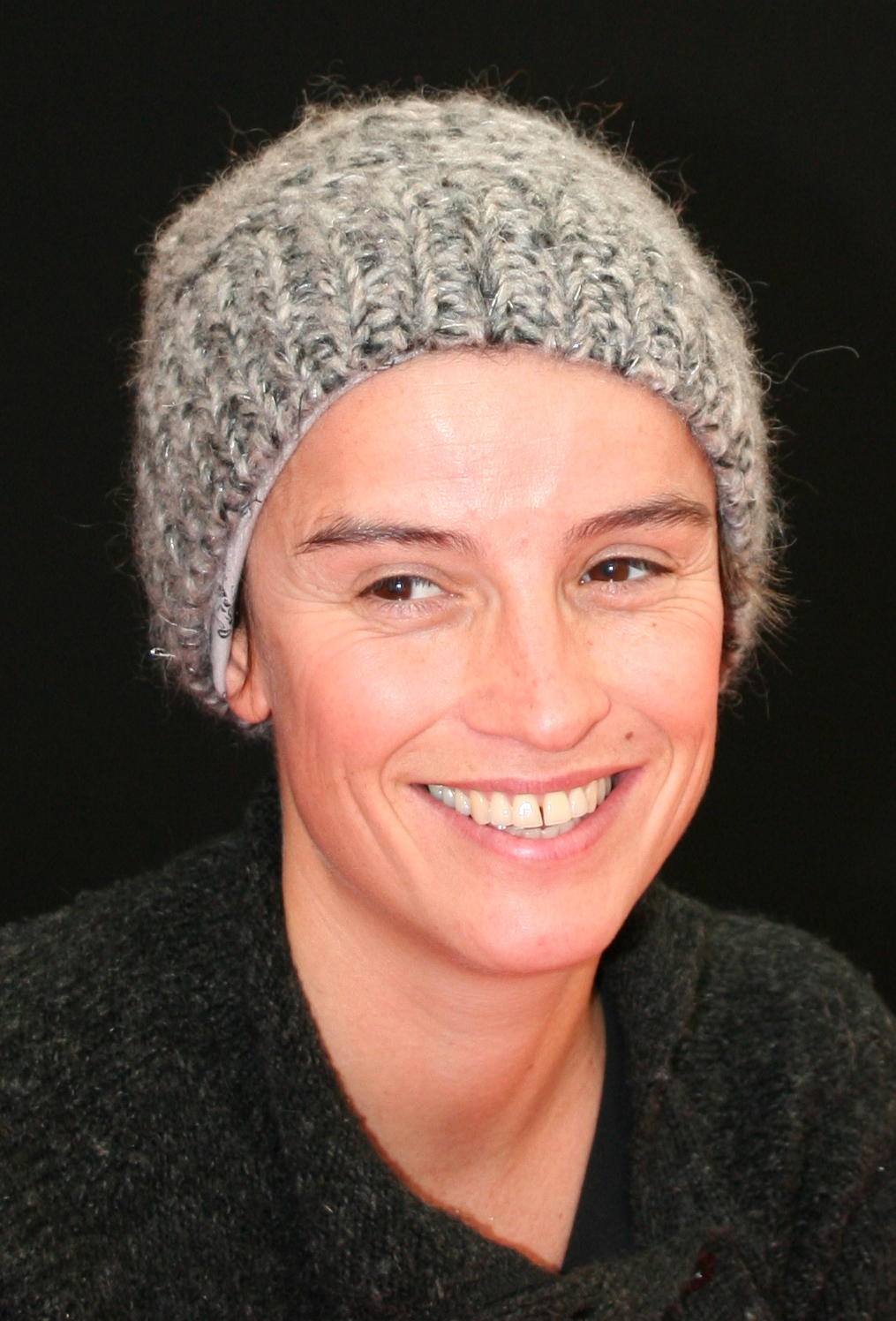
Agathe de la Boulaye (2008)

Agathe de la Boulaye (* 21. Januar 1972 in Paris) ist eine französische Schauspielerin.

## Leben
Agathe de la Boulaye studierte an der Pariser Filmhochschule La fémis. Anschließend spielte sie vor allen Dingen Theater, bevor sie in einer kleinen Nebenrolle in dem 1995 veröffentlichten und von James Ivory inszenierten Historienfilmdrama Jefferson in Paris an der Seite von Nick Nolte, Greta Scacchi und Gwyneth Paltrow auf der Leinwand debütierte. International wurde sie vor allem durch ihre Darstellungen in Michel Vaillant und Alien vs. Predator bekannt. Daneben trat sie auch in mehreren europäischen Fernsehproduktionen auf.

## Filmografie (Auswahl)
- 1995: Jefferson in Paris
- 1996: Die Allee des Königs (L’allée du roi, Fernsehminiserie)
- 1997: Der Hexenclub von Bayonne (Un amour de sorcière)
- 1997: Mit den Waffen eines Vaters (Vérité oblige, Fernsehserie, eine Folge)
- 1999: Raven – Die Unsterbliche (Highlander: The Raven, Fernsehserie, eine Folge)
- 2000: The Girl
- 1999–2001: La Crim’ (Fernsehserie, 13 Folgen)
- 2001: Largo Winch – Gefährliches Erbe (Largo Winch, Fernsehserie, zwei Folgen)
- 2002: Irène
- 2003: Michel Vaillant
- 2004: Alien vs. Predator
- 2006: The Last Mission – Das Himmelfahrtskommando (The Last Drop)
- 2008: Dying God
- 2008: Disparitions, retour aux sources (Fernsehserie, zwölf Folgen)
- 2013: Cheba Louisa
- 2013: Falco (Fernsehserie, eine Folge)
- 2014: Borgia (Fernsehserie, eine Folge)
- 2015: Kommissar Caïn (Caïn, Fernsehserie, eine Folge)
- 2017: Riviera (Fernsehserie, zwei Folgen)
- 2018: Black Earth Rising (Fernsehserie, eine Folge)
- 2018: Brûlez Molière! (Fernsehfilm)
- 2020: Aline
- 2020: Mirage – Gefährliche Lügen (Mirage, Fernsehserie, drei Folgen)
- 2020: L'Oubliée d'Amboise (Fernsehfilm)
- 2023: Le monde d'après 2
- 2024: Plus belle la vie, encore plus belle (Fernsehserie)